# Contrahierbas
Il Contrahierbas, chiamato anche Nevado Contrahierbas, è una montagna della Cordillera Blanca, sulle Ande, alta 6.036 m È situato in Perù, nella regione di Ancash. È un massiccio montuoso isolato e ancora poco frequentato; ci si può accedere da sud-ovest, attraverso la Quebrada Ulta, o, meno agevolmente, da nord-est, seguendo la pista che parte dal villaggio di Yanama.
Alle sue pendici meridionali la montagna è nota anche con il nome di Yanaraju (in quechua Yanarahu, montagna nera).

## Alpinismo
La montagna è stata salita la prima volta il 28 maggio 1939 per la sua cresta nord-nordest dagli austro-tedeschi Walter Brecht, Siegfried Rohrer, Karl Schmid e Hans Schweizer durante la campagna di esplorazione che li ha spinti a salire in pochi mesi anche il Hualcán, il Ranrapalca, il Palcaraju, il Chinchey e il Tocllaraju.